# 8-бітова архітектура
У комп'ютерній архітектурі — цілі типи даних, адреси пам'яті, або інші типи даних розміром максимум 8 біт (один октет). Восьмибітові архітектури ЦП та АЛП ґрунтуються на регістрах і шинах даного розміру. 8-біт — також назва покоління комп'ютерів, коли восьмибітові процесори були стандартними.
Першим широко розповсюдженим 8-бітовим мікропроцесором був Intel 8080, який використовувався в багатьох аматорських комп'ютерах в кінці 1970-х і на початку 1980-х років, часто з застосуванням операційної системи CP/M. Zilog Z80 (сумісний з 8080) і Motorola 6800 також використовувались у подібних комп'ютерах. Z80 і 8-розрядні процесори MOS 6502 широко використовувалися в домашніх комп'ютерах та ігрових консолях 70-х і 80-х. Багато 8-розрядних процесорів та мікроконтролерів є основою сучасних вбудованих систем.

## Детальніше
Для 8-бітових чисел існує 28 (256) різних можливих значень. У беззнаковому випадку вони набувають значень від 0 до 255, коли ж зі знаком, то від -128 до +127.
Восьмирозрядні центральні процесори використовують 8-бітову шину даних і, отже, в одній машинній інструкції можуть отримувати доступ до 8 біт даних. Адресна шина через практичні та економічні міркування, як правило, має ширину в два октети (тобто, 16 біт). Це означає, що більшість 8-бітових процесорів має лише 64 КБ безпосереднього адресного простору; однак з цього правила бувають винятки.

## Список восьмибітових процесорів
- Freescale (Motorola)
  - Freescale 68HC08[en]
  - Freescale 68HC11[en]
- Intel
  - Intel 8008 (квітень 1972)
  - Intel 8080 (програмно сумісний з 8008) (1974 рік)
  - Intel 8085 (сумісний з 8080) (1976 рік)
  - Intel 8051 (мікроконтролер, з роздільною пам'яттю команд і даних) (1980 рік)
- Infineon
  - XC800 family[en] (сімейство мікроконтролерів, заснованих на 8051) (2005 рік)
- RCA
  - RCA 1802 (CDP 1802)[en] (1976 рік)
- Zilog
  - Zilog Z80 (сумісний з 8080) (1976 рік)
    - U880

  - Zilog Z180[en] (сумісний з Z80) (1986 рік)
  - Zilog Z8[en] (сімейство мікроконтролерів, з роздільною пам'яттю команд і даних) (1979 рік)
  - Zilog eZ80[en](сумісний з Z80)
- Motorola
  - Motorola 6800 (1974 рік)
  - Motorola 6803 (1974 рік)
  - Motorola 6809 (частково сумісний з 6800) (1977 рік)
- MOS Technology
  - MOS Technology 6501 (1975 рік)
  - MOS Technology 6502 (1975 рік)
  - MOS Technology 65CE02
  - MOS Technology 6507
  - MOS Technology 6508
  - MOS Technology 6509
  - MOS Technology 6510
  - MOS Technology 8502
- Western Design Center
  - WDC 65C02 (частково сумісний з 6502 (виправлено помилки), технологія КМОН) (1978 рік)
- Microchip Technology (сімейство мікроконтролерів PIC)
  - Microchip PIC10
  - Microchip PIC12
  - Microchip PIC16
  - Microchip PIC18
- Ricoh
  - Ricoh 2A03 (заснований на MOS 6502, спеціально для NES) (1982 рік)
- Signetics
  - Signetics 2650 (1975 рік)
- STMicroelectronics
  - ST6
  - ST7
  - STM8
- інші
  - Atmel AVR — сімейство мікроконтролерів (1996 рік)
  - Hudson Soft HuC6280 (заснований на WDC 65C02)
  - NEC 78K0 — сімейство мікроконтролерів